# Виноградовка (Бобруйский район)
Виногра́довка (бел. Вінаградаўка) — деревня в составе Сычковского сельсовета Бобруйского района Могилёвской области Республики Беларусь.

## Население
- 1999 год — 26 человек
- 2010 год — 18 человек